# Heuvelland
Heuvelland es un municipio de la región de Flandes, en la provincia de Flandes Occidental, Bélgica. A 1 de enero de 2018 tenía una población estimada de 7862 habitantes.

## Geografía
Se encuentra ubicada al oeste del país, cerca de la frontera con Francia.

### Secciones del municipio
El municipio comprende los antiguos municipios, que se fusionaron en 1977:
| - Nieuwkerke - Dranouter - Wulvergem - Wijtschate - Westouter - Kemmel - Loker |

## Demografía

### Evolución
Todos los datos históricos relativos al actual municipio, el siguiente gráfico refleja su evolución demográfica, incluyendo municipios después de efectuada la fusión el 1 de enero de 1977.
| Gráfica de evolución demográfica de Heuvelland entre 1846 y 2020 |
|                                                                  |